# Relaciones Armenia-Venezuela
Las relaciones Armenia-Venezuela se refieren a las relaciones internacionales que existen entre Armenia y Venezuela.

## Historia
El 14 de julio de 2005, la Asamblea Nacional de Venezuela adoptó una resolución en la que reconocía el genocidio armenio.
Durante la crisis presidencial de Venezuela, en 2019, Armenia ha mantenido una posición neutral, sin ofrecer reconocimiento oficial a Nicolás Maduro ni a Juan Guaidó.